# 미이케 탄광

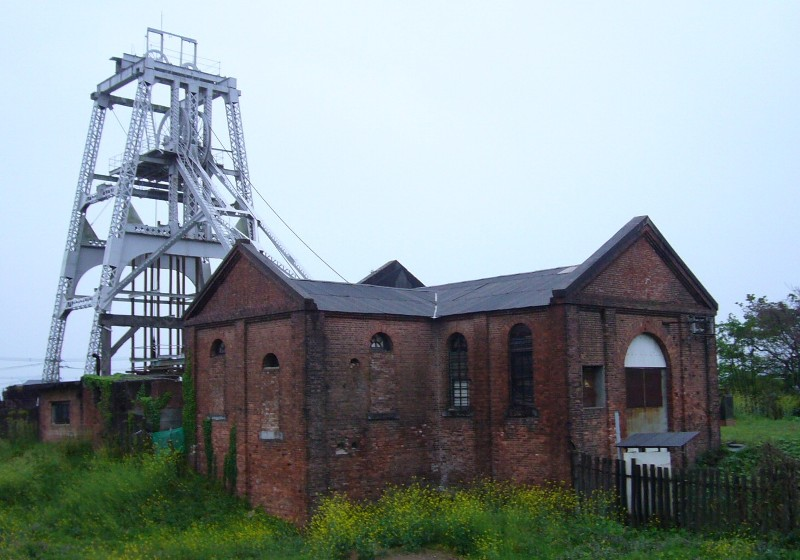

미이케탄광(三池炭鉱)은 유네스코 세계유산으로 등재된 일본 메이지(明治) 시대 당시의 산업혁명 유산 23곳 중 하나다. 미이케 탄광과 미이케항에는 조선인 9,200여 명이 강제로 동원된 상태로 일하다가 32명이 숨진 곳이기도 하다. 또한 2020년 7월 9일에 있었던 호우 때에도 피해를 입은 적이 있다.

## 같이 보기
- 미쓰이 미이케 쟁의